# 图尔尼 (厄尔省)
图尔尼（法語：Tourny，法語發音：[tuʁni]）是法国厄尔省的一个旧市镇，位于该省东部，属于莱桑德利区。2016年1月1日，图尔尼和相邻的另外13个市镇合并为新市镇埃普特河畔韦克桑（Vexin-sur-Epte）。

## 地理
图尔尼（49°11'3"N, 1°32'44"E）面积11.95 平方千米，位于法国诺曼底大区厄尔省，该省份为法国北部内陆省份，北起滨海塞纳省，西接奧恩省和卡爾瓦多斯省，南至厄尔-卢瓦省，东临瓦兹省、瓦兹河谷省和伊夫林省。
图尔尼的时区为UTC+01:00、UTC+02:00（夏令时）。

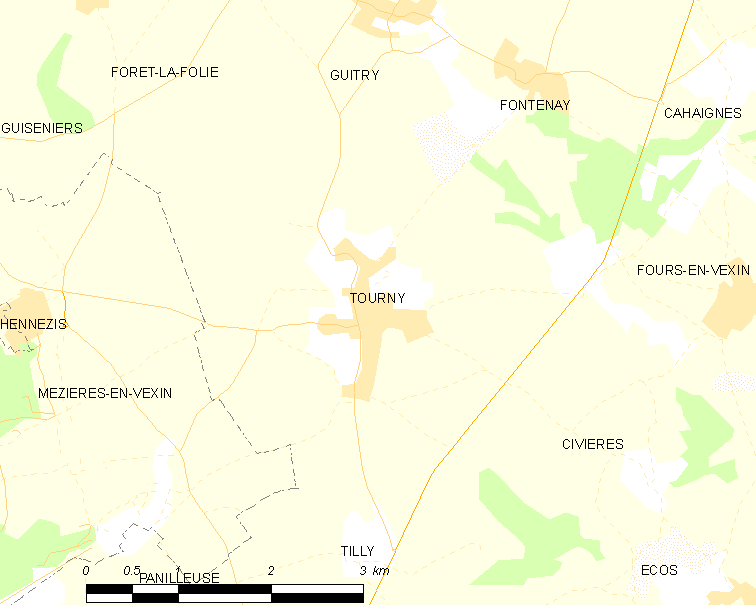
图尔尼的OSM定位图

## 行政
图尔尼的邮政编码为27510，INSEE市镇编码为27653。

## 政治
图尔尼所属的省级选区为莱桑德利县。

## 人口

1962-2008年间图尔尼人口变化图示

图尔尼于2018年1月1日时的人口数量为937人。